# Игумново (Устюженский район)
Игумново — деревня в Устюженском районе Вологодской области.
Входит в состав Устюженского сельского поселения, с точки зрения административно-территориального деления — в Устюженский сельсовет.
Расположена на трассе Р84. Расстояние по автодороге до районного центра Устюжны — 5 км. Ближайшие населённые пункты — Устюжна, Ветренниково, Кротынь.
Население по данным переписи 2002 года — 38 человек (19 мужчин, 19 женщин). Преобладающая национальность — русские (97 %).